# Luchili (Namtumbo)
Luchili ist ein Verwaltungsbezirk (Ward) des Distrikts Namtumbo in der tansanischen Region Ruvuma.

## Geografie
Luchili liegt im Südwesten von Tansania etwa 45 Kilometer Luftlinie östlich der Regionshauptstadt Songea. Der Bezirk grenzt im Norden an Namtumbo, im Nordosten an Rwinga, im Osten an Mchomoro, im Süden an Ligera und Mkongo Gulioni und im Westen an Litola und Luegu.
Bei der Volkszählung 2022 lebten 11.553 Menschen in 2673 Haushalten auf einer Fläche von 273 Quadratkilometern.

## Gliederung
Der Bezirk besteht aus vier Gemeinden (Mtaa) mit 29 Orten (Kitongoji):
| Kilangalanga - Luchili - Kiweyola - Lizaboni - Muungano - Majengo - Likonde - Mwembeni - Mahuta | Namanguli - Miembeni - Muungano - Mnazi Mmoja - Sokoine - Kidalini - Uhuru | Misufini - Misufini - Narukana - Ng'apa - Chakechake - Matalawe | Chengena - Kagera - Muungano - Mnazi Mmoja - Likonde - Kidalini - Mwembechai - Nangong'ondo - Namwaya - Majimaji - Msikitin |

## Infrastruktur
- Bildung: Die Luchili Secondary School ist die einzige weiterführende Schule des Bezirks.[8] Es ist eine staatliche Tagesschule, die Jugendliche bis zur 4. Stufe ausbildet.[9]
- Gesundheit: In den Gemeinden Kilangalanga[10] und Namanguli[11] gibt es je eine staatliche Apotheke, in Chengena eine von der römisch-katholischen Kirche geführte.[12]